# Textile étrusque

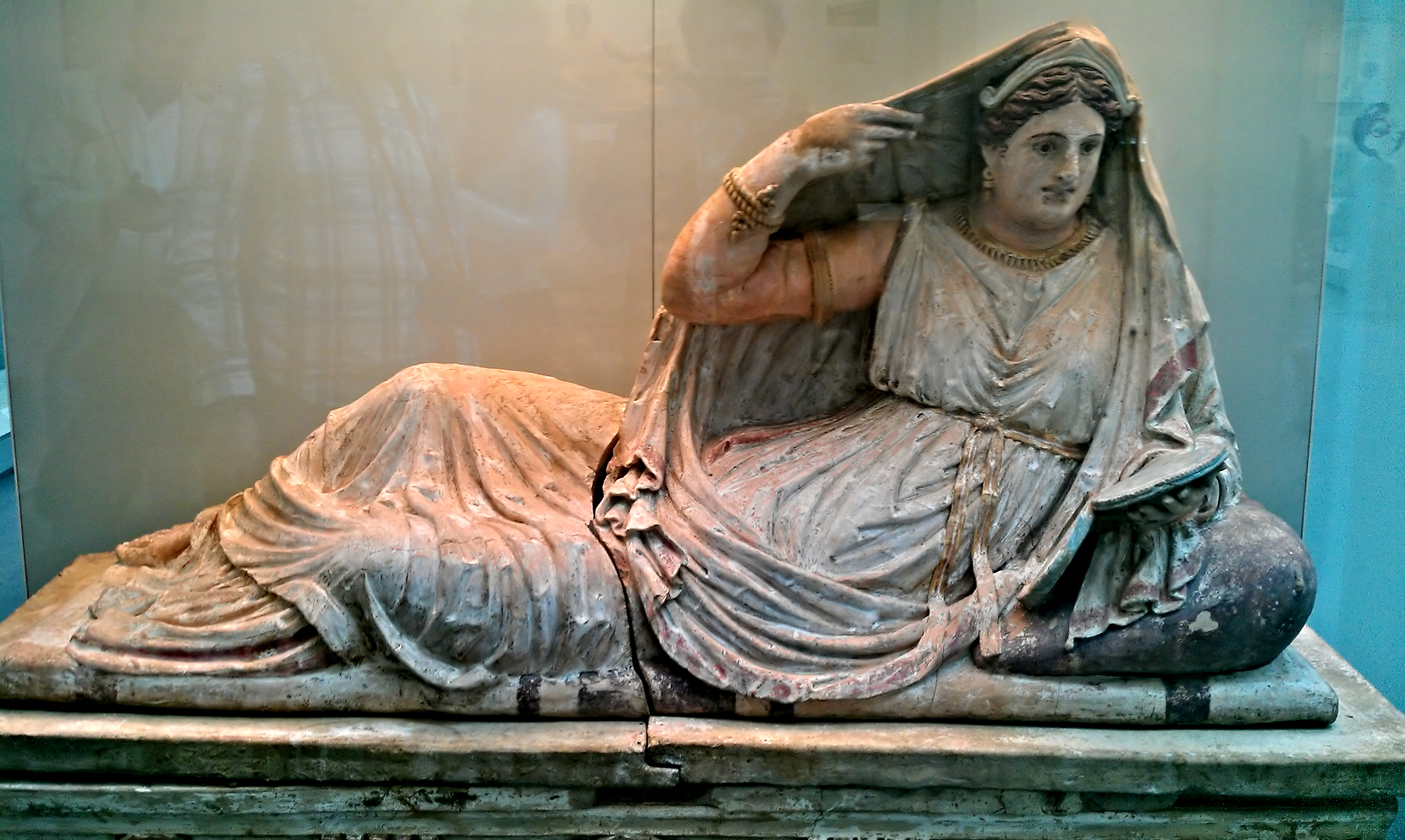
Femme de la noblesse vêtue d'une robe étrusque.

Pour les Étrusques, l'artisanat du textile est un domaine industriel qui se développe dès la période villanovienne, aux environs de la fin du VIIIe  et début du  VIIe siècle av. J.-C.. Grâce à l'apport des cultures italo-grecques et phéniciennes, les techniques de mises en œuvre évoluent rapidement à partir de la période archaïque.
En raison de la périssabilité des tissus et des principaux constituants des métiers à tisser, dont notamment le bois, rares sont les faits matériels découverts et permettant d'attester un phénomène industriel du textile étrusque. Cependant, les fouilles archéologiques effectuées au XXe siècle, mettent en évidence un réel secteur économique du tissage.
En effet, les découvertes d'objets textiles en provenance d'ateliers étrusques valident l'existence d'une filière du textile. Par ailleurs, cette filière s'appuie sur des ressources primaires abondantes (culture du lin et laine de capridés).
D'autre part, les sources littéraires antiques, mais également les nombreuses représentations, tels que des bas-reliefs ou encore des motifs peints sur des céramiques d'Étrurie et attiques, tendent à confirmer que ce secteur économique est spécialisé dans la confection d'atours vestimentaires de luxe. L'un des principaux produits conçus par les ateliers de tissage étrusques est la tebenae, une robe de laine ample et qui se rapproche de la toge romaine.
Enfin les différentes mises au jour réalisées sur le territoire italien et plus généralement, celui de l'Europe méridionale, témoignent d'une exportation massive des étoffes étrusques.

## Témoignages et représentations

### Des faits archéologiques rares

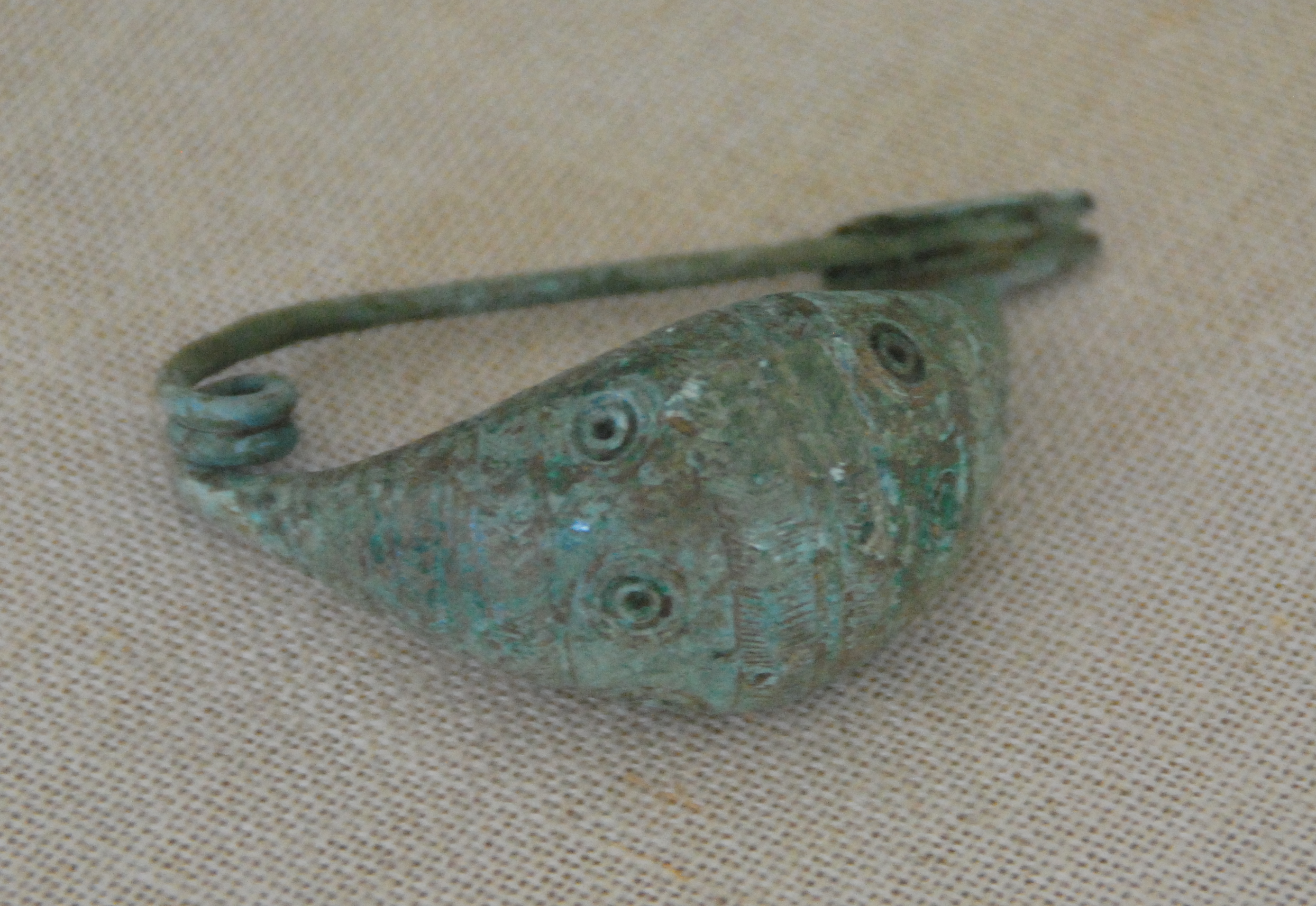
Fibule en bronze étrusque

À l'instar des éléments conçus dans un matériau organique tels que le bois, les artéfacts fabriqués au moyen de fibres textiles demeurent relativement peu nombreux au sein du corpus étruscologique et dans la plupart des cas se retrouvent associés à des éléments d'armure ; des parures rituelles de type funéraire,, ; ou encore à des textes épigraphiques apposés à des tissus ouvragés en toile de lin,.

### Représentations
De surcroît, l'essentiel des connaissances en notre possession et couvrant ce domaine industriel, se cantonne et consiste à l'identification de bas-reliefs, dont les représentations figurent des femmes étrusques richement vêtues et/ou exerçant un métier de tissage,. Sous ce même angle, de multiples céramiques à  déterminant typologique et plastique étrusco-corinthiennes et dont les représentations picturales évoquent le quotidien des hommes et des femmes étrusques, mettent en jeu les valeurs culturelles et vestimentaires de ces derniers, mais également les concepts et les dispositifs artisanaux propres à la confection des tissus. Cependant, certaines découvertes réalisées au cours de la seconde moitié du XXe siècle ont permis de matérialiser et de caractériser l'existence d'un secteur économique étrusque lié au textile,.

## Historique
L'activité artisanale du textile des étrusque relève d'une précocité et d'un développement industriel éloquents. Dans le cadre chronologique stricto sensu, on a ainsi estimé que les premières productions d'étoffes datent de la fin de l'âge du bronze récent (c'est-à-dire au cours du Xe siècle av. J.-C. et du IXe siècle av. J.-C., période proto-etrusco-villanovienne. Jusqu'au tournant du VIIIe siècle av. J.-C., la confection des tissus étrusques manifestent d'une relative simplicité technique. La période précédant l'époque archaïque (-800 - -750), concrétise une nette évolution du secteur textile : les méthodes artisanales de tissage arborent une sophistication plus importante, lesquelles sont mises-en-œuvre via une logistique technologiquement plus élaborée. De ce fait, les ouvrages de textiles affichent des trames dont les formes de quadrillage de fils laissent apparaître une plus importante complexité. Cette équation métier à tisser-artéfacts tissés à trame complexe est notamment mise en perspective par le biais de quelques occurrences extraites in situ à la nécropole de Monterenzio Vecchia. Cette dernière est attribuée au IVe siècle av. J.-C. / IIIe siècle av. J.-C. et se localise dans l'agglomération de Bologne. Les investigations menées au sein du complexe funéraire bolonais, ont matérialisé de nombreuses sépultures de type féminine dont le mobilier funéraire est abondamment pourvu en éléments ou de pièces servant à l'assemblage de tissus, tels que des fusaïoles confectionnées en terre cuite et quenouilles conçues au moyen d'un matériau osseux.

## Vestiges artisanaux
Le catalogue étruscologique des vestiges de logistique artisanale du textile sont essentiellement ouvragés en bois est très pauvre. Seuls, les nombreuses découvertes d'outils manufacturés à partir de matière osseuse animale ou non-organique, tels que les pesons,, les quenouilles, ou encore les fusaïoles,, attestent de la dimension et de la portée économiques du secteur textile au sein de l'artisanat étrusque,.

Pièces et éléments de métiers à tisser étrusques : pesons, fusaïoles et quenouilles
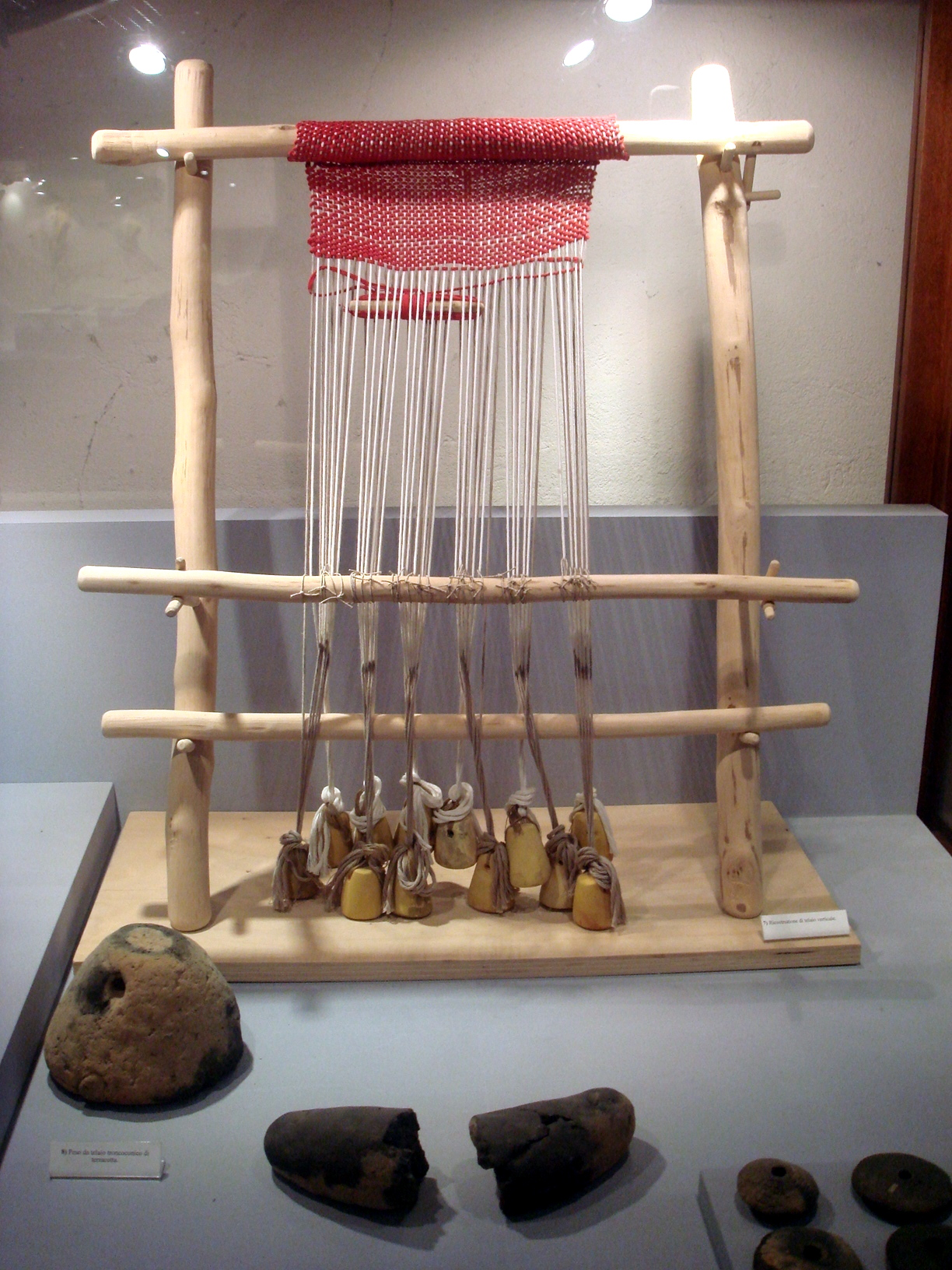
Reconstitution d'un métier à tisser étrusque mis au jour en 1782 en Émilie-Romagne[21]. Ici, l'artéfact est exposé au Château des Sforza[d], accompagné des pesons d'origine, lesquels sont fabriqués en terracotta.
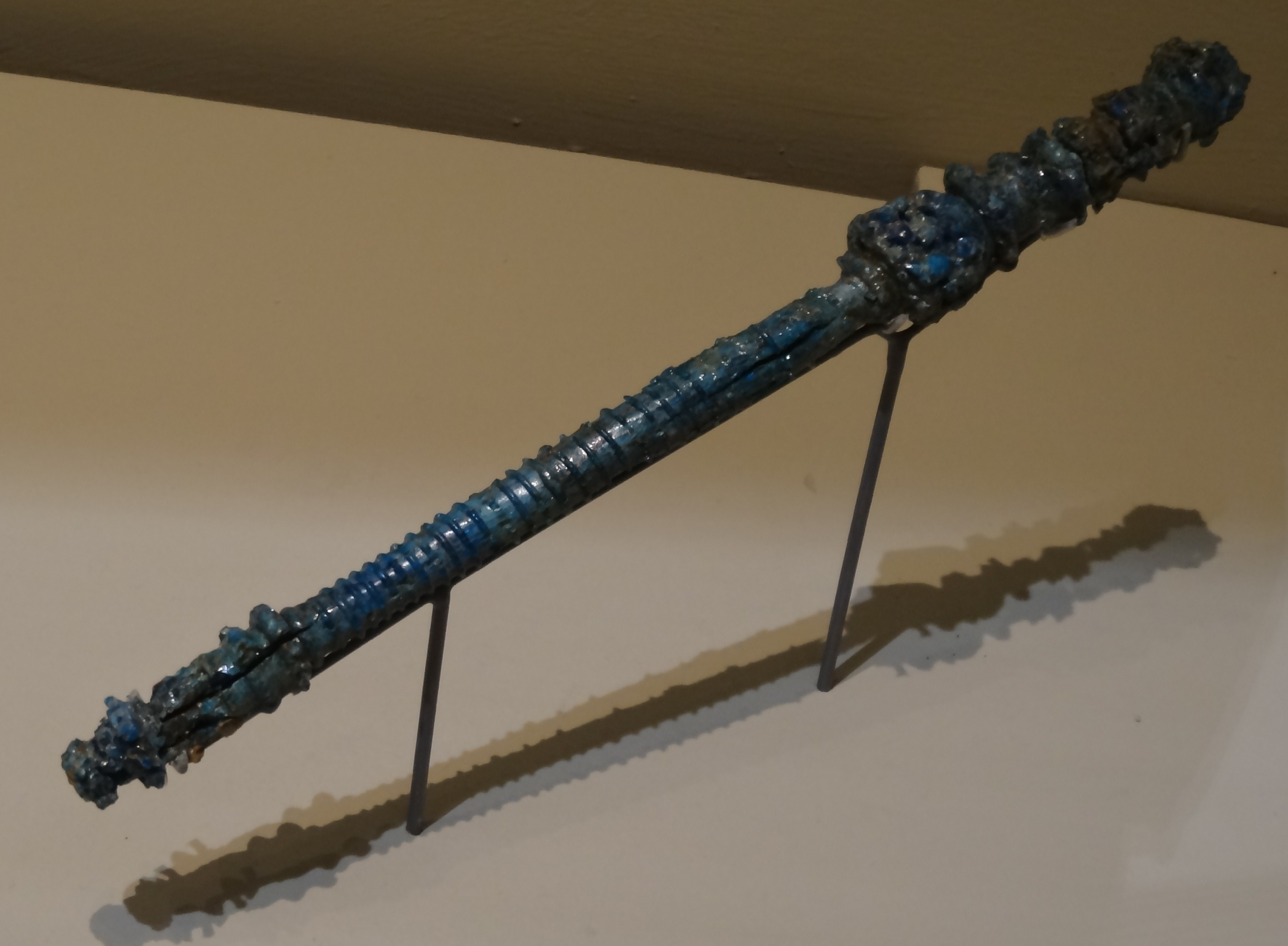
Quenouille provenant d'un métier à tisser étrusque. Artéfact découvert aux alentours de « Cisra ».
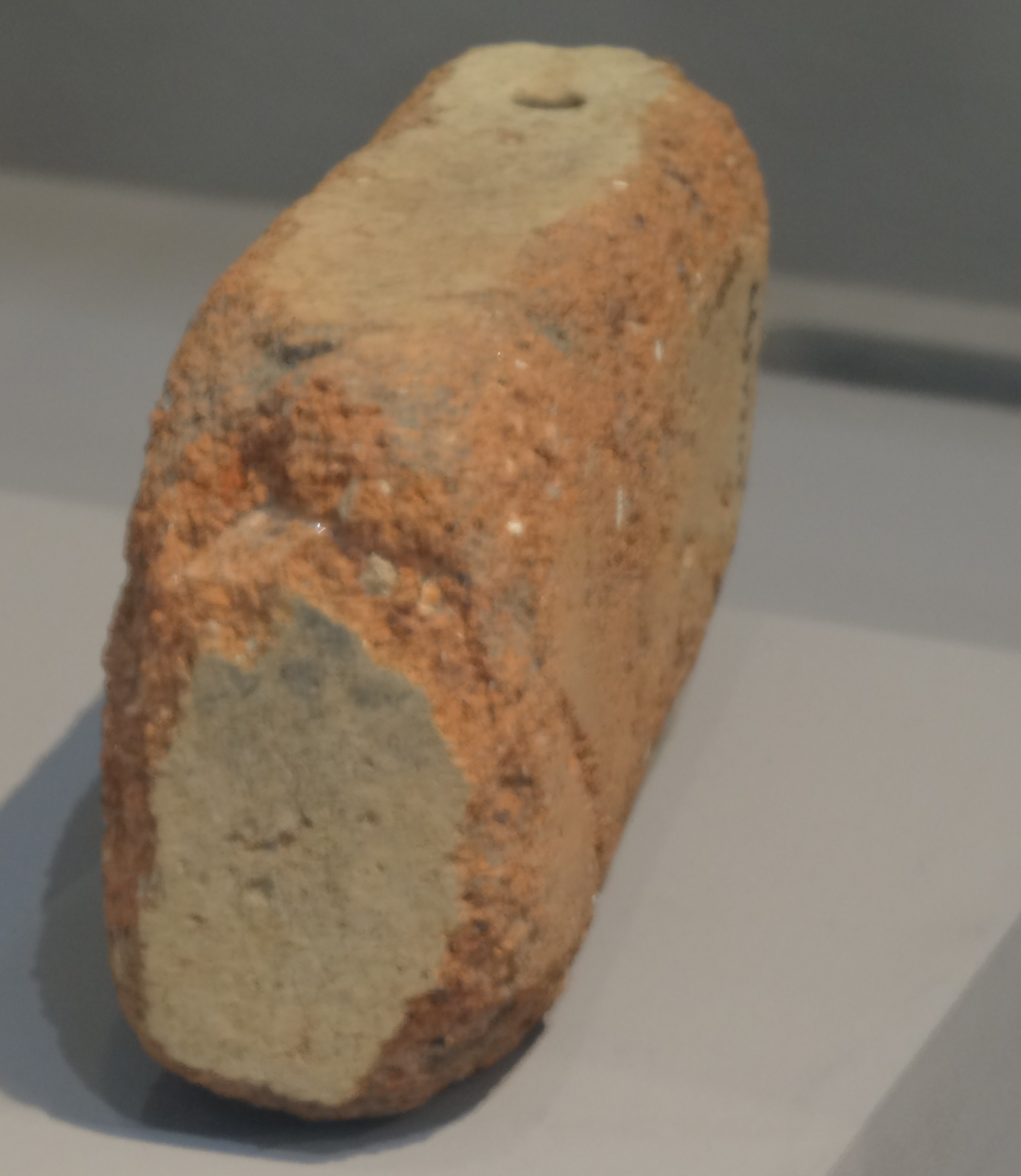
Peson étrusque.
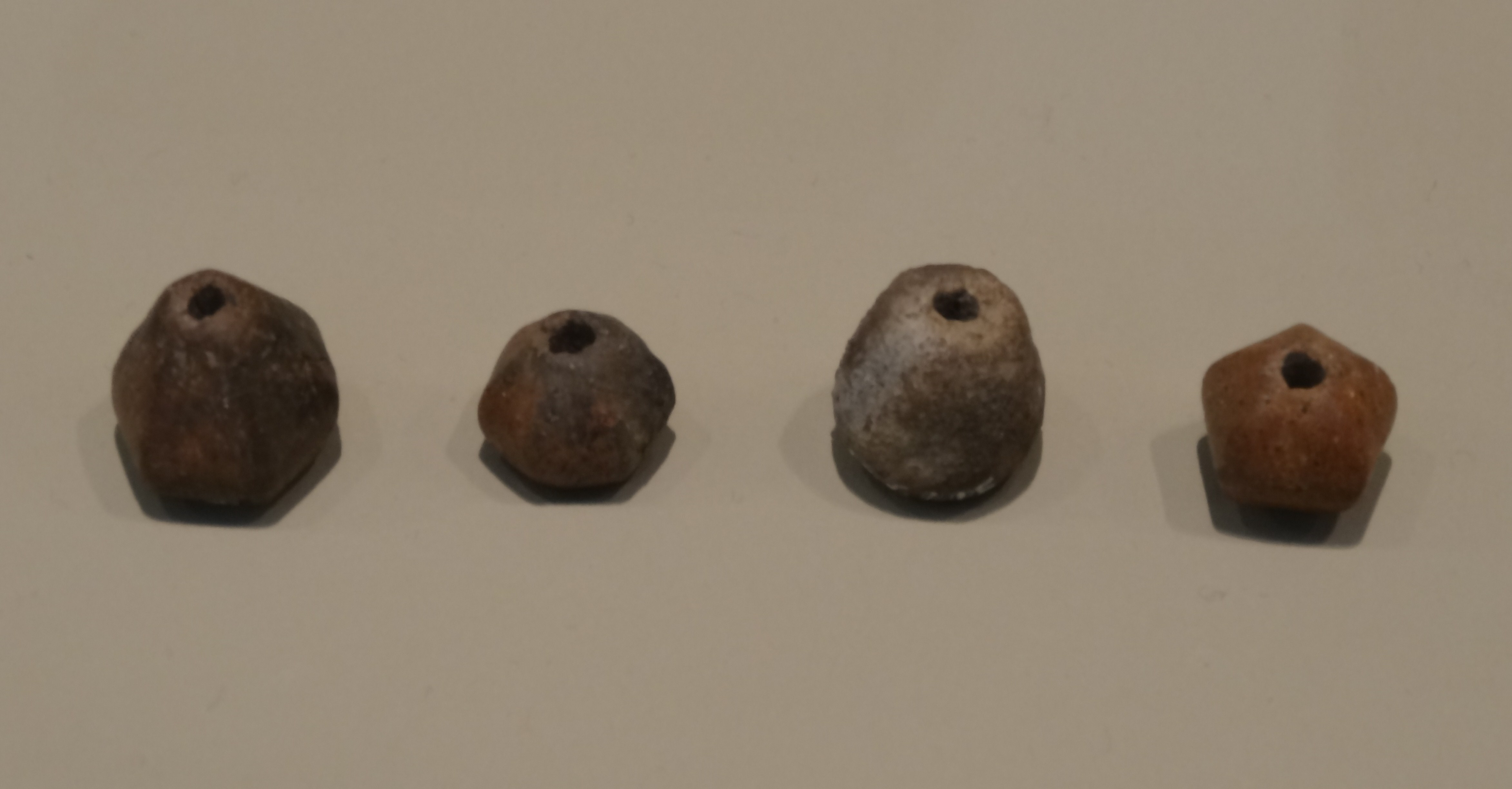
Fusaïoles étrusques.

## Matières premières
Les découvertes étruscologiques relatives à l'artisanat du textile ont permis d'appréhender le recours à deux types de matériau fibreux : le lin, à fibre à caractère végétale et la laine, fibre à déterminant animal. Les investigations archéologiques entreprises au début des années 1970 aux alentours de « Tarchna », ont mis en évidence des tissus confectionnés en fibres de lin,,. Néanmoins, la laine constitue la principale matière première de manufacturation des tissus étrusques : hormis « Tarchna » et sa région périphérique, les indices matériels recueillis suggèrent que l'ensemble des ateliers de tissage étrusques produisent des éléments vestimentaux à composé laineux,, . À cet égard, on peut noter la prééminence et l'importance que suscite la déesse Minerva au sein du panthéon étrusque : la personnalité divine, patronne et maîtresse de la gerre, des arts, de la sagesse et de l'industrie, se manifeste plus spécifiquement comme étant la déesse des artisans-tissiers ouvrageant la laine,. Pour exemple concret, les divers éléments extraient d'un site funéraire étrusque indexé au VIIIe siècle av. J.-C. et VIIe siècle av. J.-C. et situé en bordure de Sotto Rocca, viennent illustrer la forte prédominance de la matière laineuse dans le contexte artisanal textile,. À cet effet, les fouilles archéologiques ont mis évidence de multiples objets ayant trait à l'industrie de la laine. En particulier, la sépulture féminine dite « tombe 89 » a révélé l'un des plus notables ouvrages à texture laineuse. Il s'agit d'une « tebenna », une sorte d'ample manteau étrusque pourvu d'une longueur de 264 centimètres, pour une largeur d'environ 88 centimètres,,.

## Productions et secteur économique
Le domaine économique du textile étrusque se caractérise notamment par la confection d'objets luxueux et ostentatoires, tels que des parures dont les trame filés sont affectées de « points sergés de type 2/2 »,, ; des étoffes associées à des produits de marqueterie (fauteuils) ; des toges confectionnées en toile ; des manteaux, dont les « tebenna »,,,, ; et des « calcei repandi »,,. En outre, les rares artéfacts de textile mis au jour, corroborées par de nombreuses iconographies, ont permis d'établir que les tisserand étrusques privilégient la production d'atours vestimentaires aux formes généralement arrondies.

## Commerce des produits textiles
Les différents produits issus de l'artisanat étrusque comme les étoffes provenant des ateliers d'Étrurie se singularisent par leurs exportations, notamment dans les territoires campaniens d'occupation falisque, à Rome,, mais également au sein des civitas celtes d'Italie septentrionale et outre-alpines.